# Pallacanestro Trieste 2004 2021-2022
Questa voce raccoglie le informazioni riguardanti la Pallacanestro Trieste 2004 nelle competizioni ufficiali della stagione 2021-2022.

## Stagione
La stagione 2021-2022 della Pallacanestro Trieste 2004 sponsorizzata Allianz, è la 50ª nel massimo campionato italiano di pallacanestro, la Serie A.
L'allenatore è Franco Ciani mentre il ruolo di Presidente e General Manager è ricoperto da Mario Ghiacci.
Per la composizione del roster si decise di confermare la scelta della formula con 5 giocatori stranieri senza vincoli. Tuttavia a febbraio venne cambiata scelta, decidendo di passare alla formula con 6 giocatori stranieri sempre senza vincoli.

## Roster
Aggiornato al 14 luglio 2021.
| Allianz Pallacanestro Trieste 2004 2021-2022 | Allianz Pallacanestro Trieste 2004 2021-2022 |
| Giocatori                                    | Staff tecnico                                |
| -------------------------------------------- | -------------------------------------------- |

| N. | Naz.                                     | Ruolo | Nome                  | Anno | Alt.   | Peso   |  |
| -- | ---------------------------------------- | ----- | --------------------- | ---- | ------ | ------ |  |
| 1  | Stati Uniti (bandiera)                   | G     | Adrian Banks          | 1986 | 191 cm | 88 kg  |  |
| 2  | Stati Uniti (bandiera)                   | P     | Corey Davis           | 1997 | 185 cm | 86 kg  |  |
| 3  | Stati Uniti (bandiera)                   | P     | Corey Sanders         | 1997 | 188 cm | 82 kg  |  |
| 3  | Stati Uniti (bandiera)                   | G     | Ty-Shon Alexander     | 1998 | 191 cm | 88 kg  |  |
| 3  | Stati Uniti (bandiera)                   | PG    | Jason Clark           | 1992 | 188 cm | 82 kg  |  |
| 4  | Argentina (bandiera) · Italia (bandiera) | P     | Juan Fernández        | 1990 | 193 cm | 83 kg  |  |
| 5  | Mali (bandiera)                          | AC    | Sagaba Konate         | 1997 | 201 cm | 118 kg |  |
| 7  | Italia (bandiera)                        | G     | Stefano Longo         | 2003 | 192 cm | 79 kg  |  |
| 8  | Italia (bandiera)                        | AP    | Lodovico Deangeli     | 2000 | 204 cm | 90 kg  |  |
| 9  | Italia (bandiera)                        | GA    | Fabio Mian            | 1992 | 196 cm | 88 kg  |  |
| 12 | Argentina (bandiera) · Italia (bandiera) | C     | Marcos Delía          | 1992 | 209 cm | 111 kg |  |
| 14 | Italia (bandiera)                        | C     | Luca Campani          | 1990 | 208 cm | 93 kg  |  |
| 15 | Italia (bandiera)                        | AP    | Tommaso Fantoma       | 2003 | 193 cm | 85 kg  |  |
| 18 | Italia (bandiera)                        | PG    | Daniele Cavaliero (C) | 1984 | 188 cm | 83 kg  |  |
| 21 | Italia (bandiera)                        | GA    | Luca Campogrande      | 1996 | 198 cm | 90 kg  |  |
| 24 | Lettonia (bandiera)                      | AC    | Andrejs Gražulis      | 1993 | 202 cm | 95 kg  |  |
| 25 | Italia (bandiera)                        | C     | Alessandro Lever      | 1998 | 208 cm | 104 kg |  |

| Allenatore                                                                        |
| - Franco Ciani                                                                    |
| Assistente/i                                                                      |
| - Marco Legovich - Nicholas Bazzarini Legenda - (C) Capitano - Infortunato Roster |

## Mercato

### Sessione estiva
| Acquisti | Acquisti           | Acquisti            | Acquisti      | Acquisti |
| R.a      | Nome               | da                  | Modalità      |          |
| -------- | ------------------ | ------------------- | ------------- | -------- |
| ALL      | Nicholas Bazzarini | Pall. Forlì 2.015   | svincolato    |          |
| AC       | Sagaba Konate      | PAOK Salonicco      | svincolato    |          |
| C        | Alessandro Lever   | GCU Antelopes       | svincolato    |          |
| P        | Corey Sanders      | Astoria Bydgoszcz   | svincolato    |          |
| A        | Lodovico Deangeli  | Amici Pall. Udinese | fine prestito |          |
| G        | Luca Campogrande   | Reyer Venezia       | svincolato    |          |
| G        | Fabio Mian         | Amici Pall. Udinese | svincolato    |          |
| G        | Adrian Banks       | Fortitudo Bologna   | svincolato    |          |
| P        | Matteo Schina      | Amici Pall. Udinese | fine prestito |          |

| Cessioni | Cessioni           | Cessioni             | Cessioni                | Cessioni |
| R.       | Nome               | a                    | Modalità                |          |
| -------- | ------------------ | -------------------- | ----------------------- | -------- |
| ALL      | Eugenio Dalmasson  | Free agent           | fine contratto          |          |
| AG       | Matteo Da Ros      | Pall. Cantù          | opzione di uscita       |          |
| AC       | DeVonte Upson      | Merkezefendi Denizli | opzione di uscita       |          |
| A        | Davide Alviti      | Olimpia Milano       | opzione di uscita       |          |
| P        | Tommaso Laquintana | Brescia              | risoluzione consensuale |          |
| AP       | Myke Henry         | Châlons-Reims        | fine contratto          |          |
| G        | Milton Doyle       | Gaziantep BŞB        | fine contratto          |          |
| AP       | Andrea Coronica    | Falconstar Monf.     | fine contratto          |          |
| P        | Matteo Schina      | Eurobasket Roma      | fine contratto          |          |

### Dopo l'inizio della stagione
| Acquisti | Acquisti          | Acquisti       | Acquisti         | Acquisti   |
| R.       | Nome              | da             | Data             | Modalità   |
| -------- | ----------------- | -------------- | ---------------- | ---------- |
| P        | Corey Davis       | Mornar Bar     | 9 dicembre 2021  | svincolato |
| C        | Luca Campani      | Free agent     | 27 gennaio 2022  | svincolato |
| G        | Ty-Shon Alexander | Virtus Bologna | 15 febbraio 2022 | svincolato |
| PG       | Jason Clark       | Cmoki Minsk    | 30 marzo 2022    | svincolato |

| Cessioni | Cessioni          | Cessioni     | Cessioni        | Cessioni    |
| R.       | Nome              | a            | Data            | Modalità    |
| -------- | ----------------- | ------------ | --------------- | ----------- |
| P        | Corey Sanders     | Free agent   | 1 dicembre 2021 | rescissione |
| C        | Luca Campani      | Kleb Ferrara | 25 marzo 2022   | rescissione |
| G        | Ty-Shon Alexander | Free agent   | 8 aprile 2022   | rescissione |